# Grandes Éxitos (álbum de Luis Miguel)
| Críticas profissionais | Críticas profissionais |
| Avaliações da crítica  | Avaliações da crítica  |
| Fonte                  | Avaliação              |
| ---------------------- | ---------------------- |
| Allmusic               | [ 1 ]                  |

Grandes Éxitos é a primeira coletânea de grandes êxitos do cantor mexicano Luis Miguel, lançada em 2005. Além de conter os principais sucessos do cantor, o álbum também apresenta duas canções inéditas: "Misterios del Amor" e "Si Te Perdiera".

## Faixas
| Grandes Éxitos — CD 1 |                             |                                                              |                     |         |  |
| N.º                   | Título                      | Compositor(es)                                               | Álbum original      | Duração |  |
| 1.                    | "Ahora Te Puedes Marchar"   | Ivor Raymonde Mike Hawker Luís Gómez Escolar                 | Soy Como Quiero Ser | 3:13    |  |
| 2.                    | "Cuándo Calienta el Sol"    | Rafael Pérez Carlos Rigual Mario Rigual Carlos A. Martinolli | Soy Como Quiero Ser | 4:00    |  |
| 3.                    | "Fría Como el Viento"       | Juan Carlos Calderón                                         | Busca una Mujer     | 3:55    |  |
| 4.                    | "Un Hombre Busca una Mujer" | Calderón Gómez Escolar                                       | Busca una Mujer     | 3:35    |  |
| 5.                    | "La Incondicional"          | Calderón                                                     | Busca una Mujer     | 4:25    |  |
| 6.                    | "Entrégate"                 | Calderón                                                     | 20 Años             | 4:22    |  |
| 7.                    | "Tengo Todo Excepto a Tí"   | Calderón                                                     | 20 Años             | 4:31    |  |
| 8.                    | "Será Que No Me Amas"       | George Jackson John Jackson Elmar Krohn Calderón             | 20 Años             | 4:03    |  |
| 9.                    | "Inovidable"                | Julio Gutierrez                                              | Romance             | 4:16    |  |
| 10.                   | "No Sé Tú"                  | Armando Manzanero                                            | Romance             | 3:48    |  |
| 11.                   | "América, América"          | J.I. Armenteros Pablo Herrero                                | América & En Vivo   | 4:33    |  |
| 12.                   | "Hasta Que Me Olvides"      | Juan Luís Guerra                                             | Aries               | 4:40    |  |
| 13.                   | "Suave"                     | Orlando Castro Kiko Cibrián                                  | Aries               | 4:47    |  |
| 14.                   | "El Día Que Me Quieras"     | Alfredo Le Pera Carlos Gardel                                | Segundo Romance     | 3:58    |  |
| 15.                   | "Somos Novios"              | Manzanero                                                    | Segundo Romance     | 3:10    |  |
| 16.                   | "La Media Vuelta"           | José Alfredo Jiménez                                         | Segundo Romance     | 2:42    |  |
| Duração total:        | Duração total:              | Duração total:                                               | Duração total:      | 63:58   |  |

| Grandes Éxitos — CD 2 |                                  |                                              |                     |         |  |
| N.º                   | Título                           | Compositor(es)                               | Álbum original      | Duração |  |
| 1.                    | "Si Nos Dejan"                   | Alfredo Jiménez                              | El Concierto        | 2:35    |  |
| 2.                    | "Dáme"                           | Alejandro Lerner Jay Alan Cibrián            | Nada Es Igual       | 4:54    |  |
| 3.                    | "Como Es Possible Que A Mi Lado" | Luis Miguel Cibrián Alejandro Asensi         | Nada Es Igual       | 4:14    |  |
| 4.                    | "Por Debajo de la Mesa"          | Manzanero                                    | Romances            | 3:03    |  |
| 5.                    | "Amor, Amor, Amor"               | Ricardo López Gabriel Ruiz                   | Mis Romances        | 3:39    |  |
| 6.                    | "O Tú o Ninguna"                 | Calderón                                     | Amarte es un Placer | 3:16    |  |
| 7.                    | "Sol, Arena y Mar"               | Miguel Francisco Loyo Salo Loyo Arturo Pérez | Amarte es un Placer | 3:18    |  |
| 8.                    | "Perfidia"                       | Alberto Domínguez Borras                     | Mis Romances        | 3:22    |  |
| 9.                    | "Te Necessito"                   | Juan Luís Guerra                             | 33                  | 3:15    |  |
| 10.                   | "Vuelve"                         | Asensi Edgar Cortázar Miguel Loyo            | 33                  | 3:34    |  |
| 11.                   | "Y"                              | Mário de Jesus Baez                          | Vivo                | 2:51    |  |
| 12.                   | "La Bikina"                      | Rubén Fuentes                                | Vivo                | 2:57    |  |
| 13.                   | "Que Seas Feliz"                 | Consuelo Velázquez                           | México en la Piel   | 3:05    |  |
| 14.                   | "Sabes una Cosa"                 | Manuel Lozano Fuentes Miguel Loyo            | México en la Piel   | 3:20    |  |
| 15.                   | "Misterios del Amor"             | Asensi Loyo                                  |                     | 3:58    |  |
| 16.                   | "Si Te Perdiera"                 | Manuel Alejandro                             |                     | 3:59    |  |
| Duração total:        | Duração total:                   | Duração total:                               | Duração total:      | 55:20   |  |

| Grandes Éxitos — DVD 1 |                           |         |  |
| N.º                    | Título                    | Duração |  |
| 1.                     | "Cuándo Calienta el Sol"  |         |  |
| 2.                     | "Ahora Te Puedes Marchar" |         |  |
| 3.                     | "La Incondicional"        |         |  |
| 4.                     | "Fría Como el Viento"     |         |  |
| 5.                     | "Tengo Todo Excepto a Tí" |         |  |
| 6.                     | "Entrégate"               |         |  |
| 7.                     | "No Sé Tú"                |         |  |
| 8.                     | "Contigo en la Distancia" |         |  |
| 9.                     | "América, América"        |         |  |
| 10.                    | "Suave"                   |         |  |
| 11.                    | "Ayer"                    |         |  |
| 12.                    | "La Media Vuelta"         |         |  |
| 13.                    | "Delirio"                 |         |  |

| Grandes Éxitos — DVD 2 |                                 |         |  |
| N.º                    | Título                          | Duração |  |
| 1.                     | "El Día Que Me Quieras"         |         |  |
| 2.                     | "Como Es Posible Que A Mí Lado" |         |  |
| 3.                     | "Dáme"                          |         |  |
| 4.                     | "Por Debajo de la Mesa"         |         |  |
| 5.                     | "Amarte Es un Placer"           |         |  |
| 6.                     | "O Tú o Ninguna"                |         |  |
| 7.                     | "La Bikina"                     |         |  |
| 8.                     | "Y"                             |         |  |
| 9.                     | "Amor, Amor, Amor"              |         |  |
| 10.                    | "Te Necesito"                   |         |  |
| 11.                    | "Que Seas Feliz"                |         |  |
| 12.                    | "El Viajero"                    |         |  |

## Charts
| #  | Título               | EUA | LATIN POP |
| -- | -------------------- | --- | --------- |
| 1. | "Misterios del Amor" | #29 | #8        |
| 2. | "Si Te Perdiera"     | #47 | #20       |

| Chart (2005)               | Posição |
| -------------------------- | ------- |
| Billboard Latin Pop Albums | 6       |
| Billboard Top Latin Albums | 8       |

## Vendas e certificações
| Região | Certificação | Vendas/distribuição |
| --- | ------------ | ------------------- |
| Argentina (CAPIF) | Platina      | 40.000x             |
| Espanha (PROMUSICAE) | Platina      | 80.000^             |
| EUA (RIAA) | 2x Platina   | 100.000^            |
| México (AMPROFON) | 3x Platina   | 300.000^            |
| *vendas baseadas apenas na certificação ^distribuições baseadas apenas na certificação xdistribuições não-especificadas baseadas apenas na certificação |              |                     |

| Região | Certificação | Vendas/distribuição |
| --- | ------------ | ------------------- |
| Argentina (CAPIF) | Platina      | 8.000x              |
| México (AMPROFON) | Platina+Ouro |                     |
| *vendas baseadas apenas na certificação ^distribuições baseadas apenas na certificação xdistribuições não-especificadas baseadas apenas na certificação |              |                     |